# Phano
Phano (* wohl in Korinth) war wegen Unklarheiten in ihrer Herkunft Gegenstand eines Prozesses, der zwischen 343 v. Chr. und 340 v. Chr. in Athen geführt wurde.
Phanos Mutter war möglicherweise Neaira, eine Hetäre aus Korinth, die mit ihren drei Kindern nach Athen ging, nachdem sie sich freigekauft hatte. Dort lebte sie mit dem bedeutenden Politiker Stephanos zusammen, der Neairas Kinder wohl als seine eigenen ausgab. Phano, von der unklar ist, ob sie Tochter des Stephanos und seiner ersten Frau war oder Tochter der Neaira, verheiratete er zweimal mit angesehenen athenischen Bürgern, was jedoch nicht erlaubt war, da Phano als Nichtathenerin und Tochter einer Hetäre in Athen keine rechtsgültige Ehe eingehen konnte. Zumindest wurde dies von zwei politischen Gegnern des Stephanos, Apollodoros und Theomnestes, behauptet, die daraufhin eine Klage wegen angemaßten Bürgerrechts einbrachten. Erster Ehemann Phanos war Phrastor. Die Ehe wurde später geschieden und Phano wurde mit dem Archon basileus Theogenes verheiratet. Als dessen Frau übernahm sie auch Pflichten als Basilinna, obwohl ihr wegen ihrer möglichen Herkunft das Opfern in Athen untersagt gewesen wäre. Diese Ehe wurde aufgrund der Anschuldigungen wieder geschieden.
Über den Ausgang des Prozesses und das weitere Schicksal der Phano ist ebenso wenig bekannt, wie über den wahren Gehalt der Anschuldigungen. Phano selbst soll vor ihrer Zeit als Ehefrau auch als Hetäre tätig gewesen sein. Wenn sie Tochter des Stephanos war, ist das jedoch nicht anzunehmen, als Tochter der Neaira durchaus möglich.